# Antonio da Sangallo el Joven

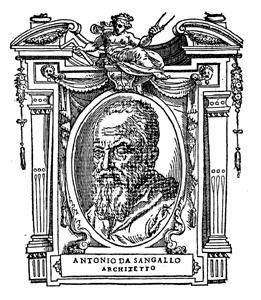
Antonio da Sangallo el Joven es citado en la biografía de Sangallo el Viejo. Le Vite de Giorgio Vasari.

Antonio Cordiani, llamado Antonio da Sangallo el Joven (Florencia, 12 de abril de 1484 - Terni, 3 de agosto de 1546) fue un arquitecto del Renacimiento italiano. Se trasladó muy joven de su Florencia natal a Roma, ciudad en la que conocerá a Donato Bramante y donde vivirá y trabajará la mayor parte de su vida. Alcanzó un gran prestigio profesional y recibió encargos de varios papas. Giorgio Vasari incluyó su biografía en Le vite de' più eccellenti pittori, scultori e architettori.

## Biografía
Nació en el seno de una familia de artistas. Era nieto del imaginero Francesco Giamberti, sobrino de los arquitectos Giuliano y Antonio da Sangallo el Viejo, primo del escultor Francesco da Sangallo y hermano del también arquitecto Giovanni Battista da Sangallo, con quien colaboró en numerosos proyectos. Antonio fue alumno de Donato Bramante en Roma. La influencia de Bramante es visible en Sangallo, que será un fiel continuador del estilo de su maestro. 

## Obras

### Iglesias en Roma

#### Santa Maria di Loreto

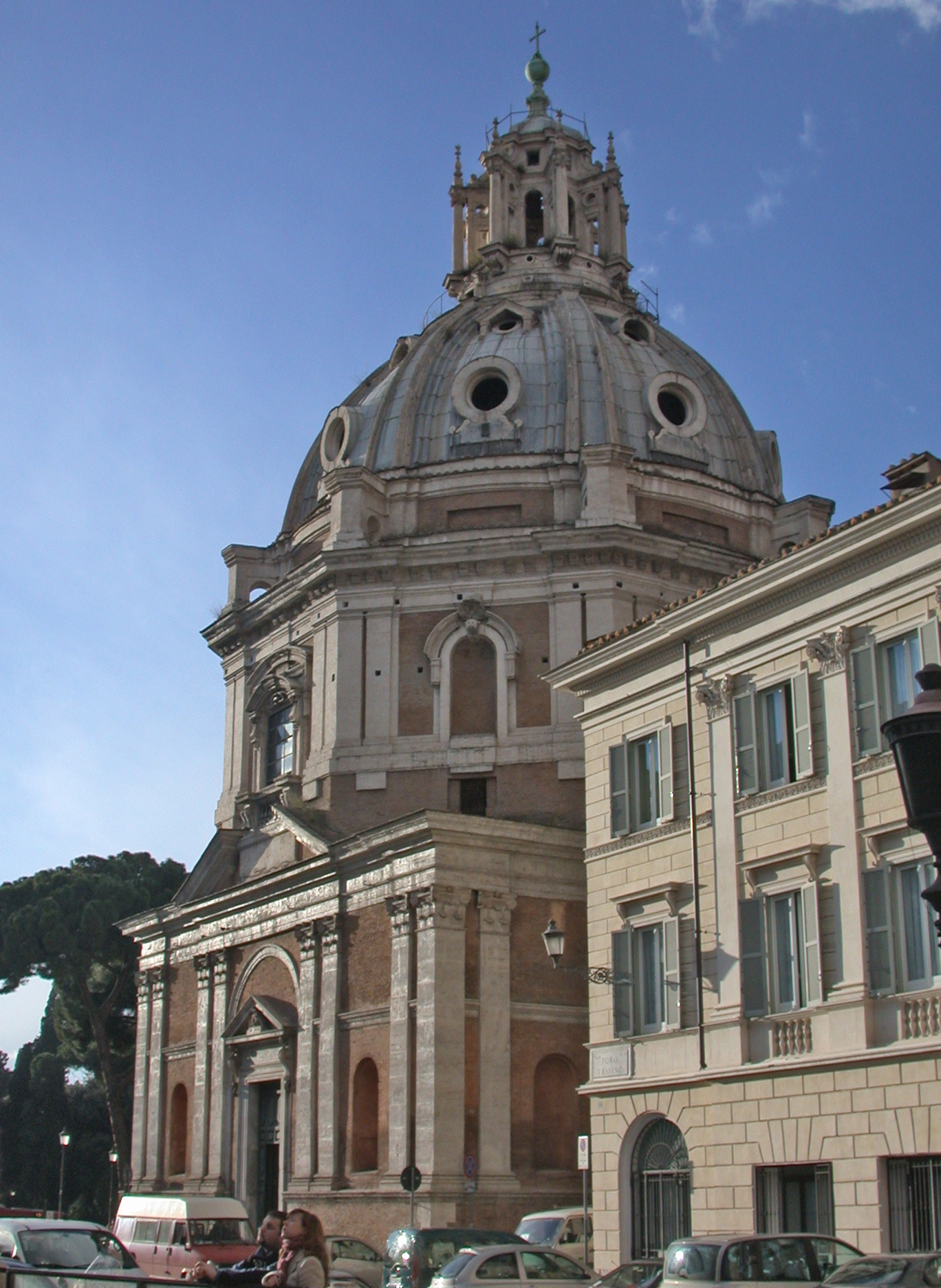
Iglesia de Santa Maria di Loreto de Roma, obra maestra de Sangallo.

De las obras que perduran de Sangallo sin adulteraciones posteriores se considera que la más lograda es la iglesia de Santa Maria di Loreto de Roma, una obra levantada en ladrillo y travertino de gran belleza de proporciones y sencillez de líneas, cuya planta central (cuadrada y luego desarrollada en octógono) se cubre con una elegante cúpula rematada en linterna (la linterna es un añadido posterior, ajeno a Sangallo). Pese a su reducido tamaño, la sensación interior de espacialidad es notable.

#### San Giovanni dei Fiorentini
Antonio da Sangallo diseñó la iglesia de San Giovanni dei Fiorentini de Roma, cuyas obras fueron iniciadas por Jacopo Sansovino. El exterior de esta iglesia está muy modificado por obras posteriores (al este, por el encauzamiento del río Tíber; al oeste por el añadido de una nueva fachada), pero el interior es muy representativo del estilo de Sangallo.

#### Montserrat de los Españoles
También diseñó la iglesia de Santa María de Montserrat de los Españoles, cuyas obras comenzaron en 1518 y sufrieron numerosas paralizaciones y retrasos. Aunque Antonio da Sangallo no dirigió la construcción final, los arquitectos que le sucedieron (Bernardino Valperga, Francesco da Volterra, etc.) respetaron las trazas originales.

### Otras iglesias menores
En 1523 reedificó la pequeña iglesia de Santa Maria Portae Paradisi. Reconstruyó la iglesia del Santo Spirito in Sassia, iglesia del siglo XII que había sufrido graves desperfectos durante el Saco de Roma de 1527. También participó en la reconstrucción de la iglesia de San Marcello al Corso, que sufrió graves daños por una crecida del río Tíber que inundó la ciudad en 1530.

### Villa Madama
A partir de 1520, fecha de la muerte de Rafael Sanzio, se encargó de continuar las obras en la Villa Madama de Roma, junto a Giulio Romano y Giovanni da Udine. Diseñó el ajardinamiento de las pendientes del monte Mario, obra que fue alabada por Giorgio Vasari.

### Obras vaticanas
En el Vaticano levantó las murallas y fortificaciones en la llamada ciudad Leonina. También se hizo cargo en 1540 de las obras de la cappella Paolina, situada en el Palacio Apostólico y comisionada por el papa Paulo III en 1538. Próxima a la capilla Sixtina (está separada de ella solo por la Sala Regia), la función de la capilla Paolina era servir de parroquia y de capilla para los cónclaves. Está dedicada a la conversión de San Pablo, devoción predilecta del papa, quien encargó su decoración a Miguel Ángel, quien pintó La conversión de San Pablo y La crucifixión de San Pedro. También se conservan aquí pinturas de Lorenzo Sabbatini y Federico Zuccari y esculturas de P. Bresciano.

#### La Basílica de San Pedro
A la muerte de Rafael, Sangallo fue nombrado arquitecto jefe de la fábrica de San Pedro. Su proyecto se conoce por una serie de cuatro estampas grabadas al aguafuerte editadas en 1548 por Antonio de Salamanca y posteriormente incluidas en el Speculum Romanae Magnificentiae y por una maqueta en madera de 7,1 metros de largo por 4,5 de alto construida de 1540 a 1546 por su discípulo Antonio Labacco, conservada en los museos vaticanos. Se trataba de un compromiso entre la planta de cruz griega proyectada por Bramante y una ampliación rafaelesca de cruz latina con fachada monumental.
Sin embargo las incoherencias eran evidentes:
- la fachada quedaba desconectada de la iglesia;
- la cúpula central, formada por dos tambores desiguales aparecía acompañada de dos cúpulas más pequeñas sólo en eje longitudinal, lo que dejaba al interior del monumento sombrío y oscuro;
- el exterior del crucero, dividido en tres niveles, presentaba una desafortunada acumulación de logias y nichos;
- la elevación de las torres de la fachada era muy artificial;
- y, por si fuera poco, se eliminaban las pilastras de Bramante al elevar los cimientos debido al peso de la basílica.

Este proyecto fue criticado y enmendado luego por el arquitecto, pintor y escultor Miguel Ángel.

### Obras para la familia Farnesio
Su obra más ornamentada es el patio del palacio Farnesio (obra completada posteriormente por Miguel Ángel). Este patio destaca por sus armoniosas proporciones, con sus galerías columnadas inspiradas en las del Coliseo.
Sobre las ruinas del antiguo castillo de Gradoli (en la actual provincia de Viterbo) Sangallo levantó un palacio-fortaleza para el cardenal Alejandro de Farnesio que, ya convertido en papa con el nombre de Pablo III, lo utilizará como residencia veraniega. Para este mismo papa construirá en la Via Giulia de Roma un palacio, hoy conocido como Palazzo Sacchetti por haber pasado posteriormente a ser propiedad de esta familia. La construcción actual ha sufrido enormes alteraciones respecto a la edificada originalmente por Sangallo. 

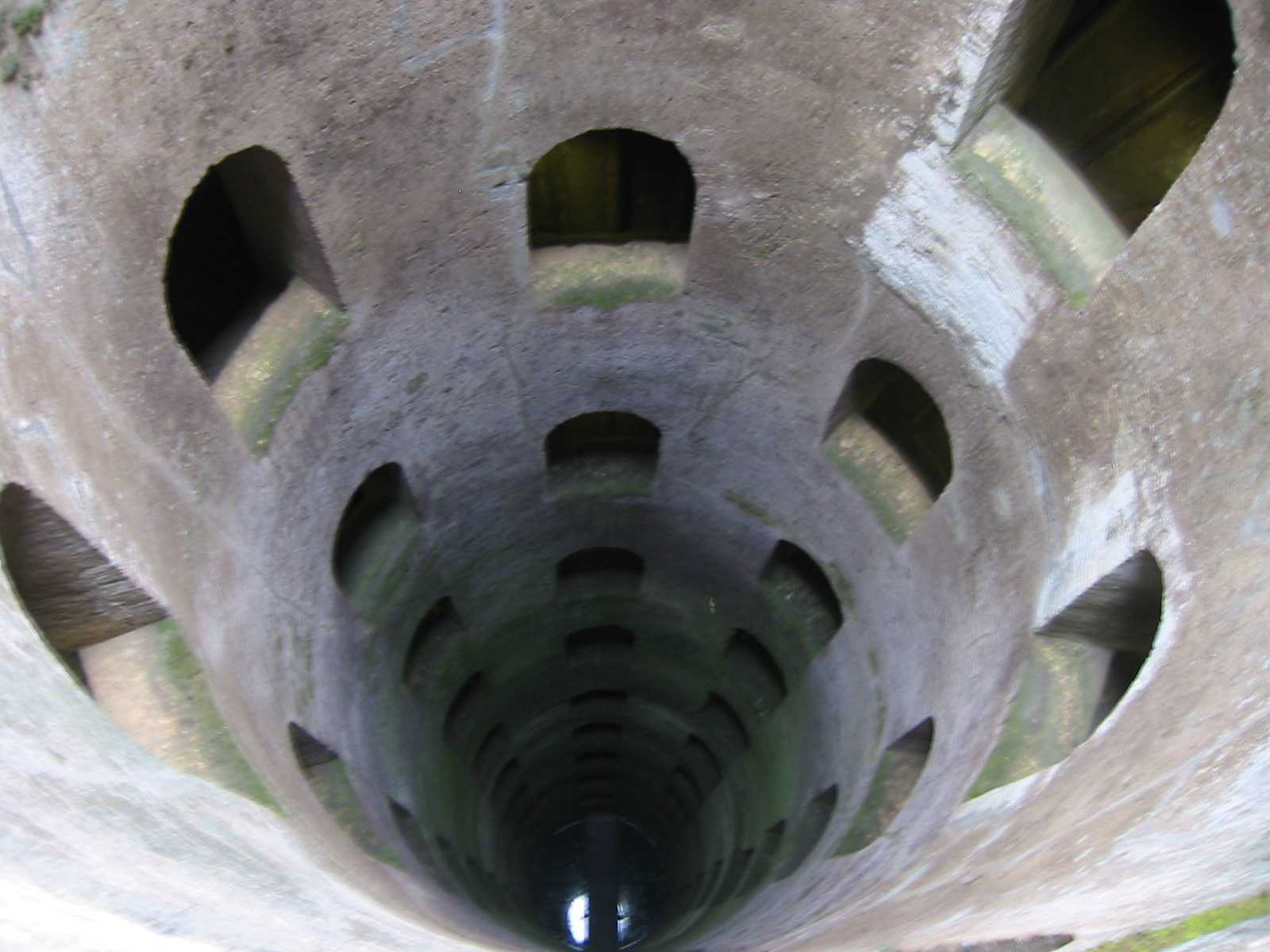
Vista del Pozo de San Patricio, en Orvieto.

Tras el Saco de Roma (1527), Sangallo trabajó principalmente en otras ciudades, sobre todo en obras militares: diseñó, por ejemplo, las fortificaciones de Ancona y reformó la Fortezza da Basso de Florencia. Esta gran obra castrense fue iniciada por el arquitecto Pier Francesco da Viterbo en 1534 por orden del duque y señor de Florencia Alejandro de Médicis y la construyó en menos de seis meses, entre julio y diciembre de 1534. Se levantó con el objetivo de albergar un importante contingente de tropas y de servir de refugio para los gobernantes en caso de revueltas. Para acentuar la sensación de grandeza y monumentalidad, Antonio da Sangallo reformó la zona exterior que se ve desde la ciudad, confiriéndola un aspecto imponente.
Comisionado por el papa Clemente VII, construyó el profundísimo (62 metros) e ingenioso pozo de San Patricio en Orvieto, donde edificó una doble rampa en espiral.
Entre 1540 y 1543 diseñó y erigió en Ascoli Piceno el Forte Malatesta. Es una fortificación con planta de estrella en la que Sangallo aprovechó edificaciones preexistentes.

## Cronología de obras más importantes

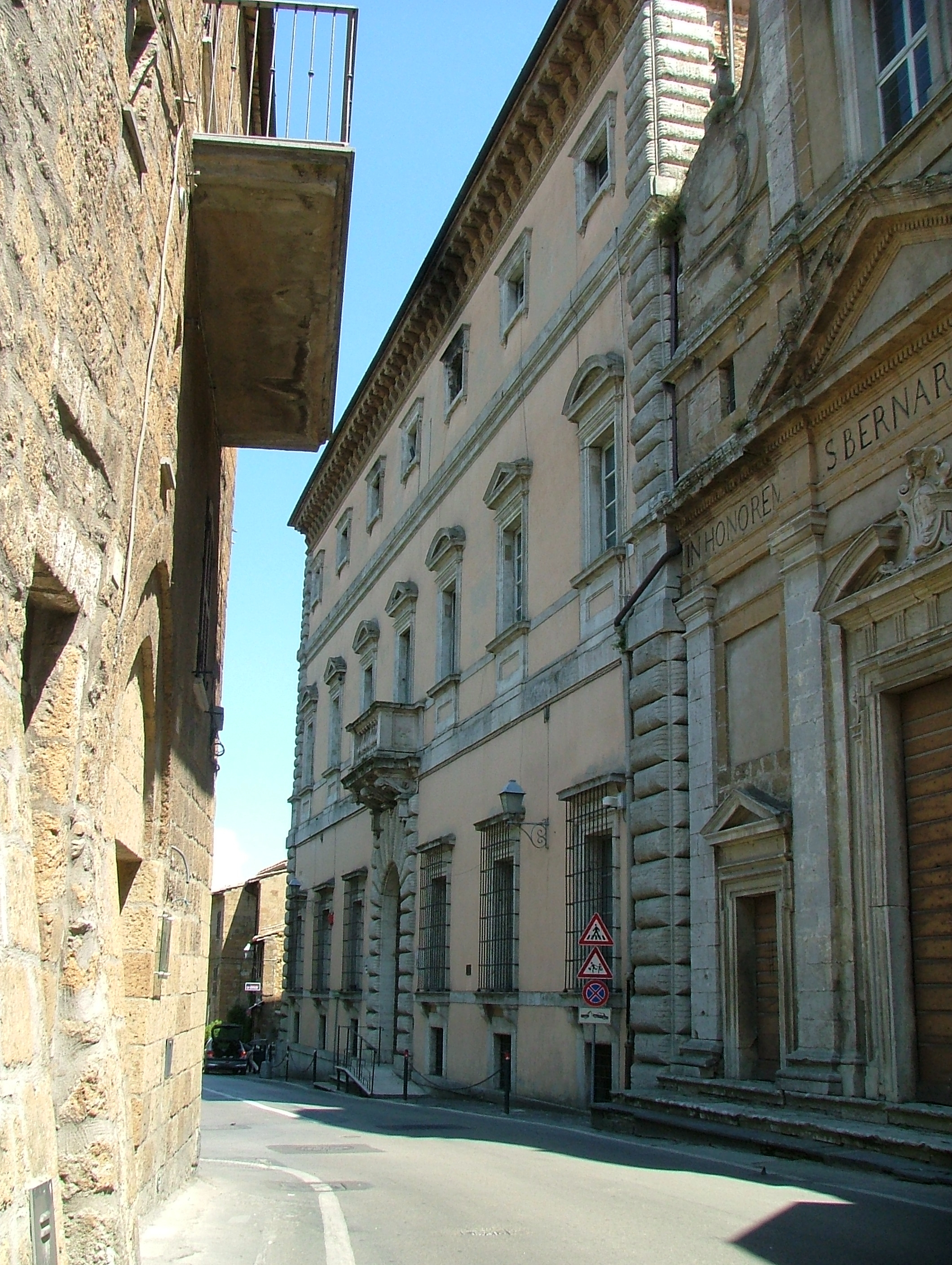
Palazzo Crispo-Marsciano en Orvieto

Las obras son recogidas en orden cronológico:
- 1507: Iglesia de Santa Maria di Loreto en Roma;
- 1508: Forte Michelangelo en Civitavecchia;
- 1512: Palacio Farnesio en Roma. El palacio fue completado, después de su muerte, por Michelangelo
- Palacio Spada en Terni;
- 1515: Rocca di Caprarola, después trasformada en el Vignola en el palazzo Farnesio ;
- 1510-1515: Palacio Baldassini en Roma;
- 1515: Forte de Civitavecchia;
- 1518: Villa Madama en Roma;
- 1518: Modificación de la Iglesia de Nostra Signora del Sacro Cuore, entonces iglesia nacional del Reino de Castilla en Roma;
- 1518: Iglesia de Santa María de Montserrat de los Españoles en Roma;
- 1518-1522: Muralla con bastiones de Loreto;
- desde 1520: arquitecto de las obras de la Basílica de San Pedro;
- ca. 1520: Palacio del Banco di Santo Spirito;
- 1527-1537: Pozzo di San Patrizio en Orvieto;
- 1532: Ciudadela de Ancona;
- 1534: Reforma del Castello Alessandria, hoy conocido como Fortezza da Basso en Florencia;
- 1538-1545: Iglesia de Santo Spirito in Sassia en Roma;
- 1540-1543: Forte Malatesta en Ascoli Piceno;
- 1540: Rocca Paolina de Perugia;
- 1534-1540: Capilla Paulina en el Vaticano;
- 1542: Palazzo Sacchetti en Roma.

### Otras obras
- Excavación de la cava Paolina en la localidad de Marmore sobre el río Velino. Obra de ingeniería hidráulica  iniciada en el 1545 y completada en  1547 después de la muerte de Sangallo;
- Palacio Farnese comúnmente llamada Rocca en Ischia di Castro en la provincia de Viterbo
- Palacio Farnese en Gradoli en la provincia de Viterbo
- Iglesia de Santa Maria Portae Paradisi (Roma)
- Iglesia de Santo Egidio (Cellere)
- Castello di Montalera (1534) (Panicale). Fortaleza de Braccio Baglioni construida por encargo del papa Paulo III.
- Palacio Crispo Marsciano (Orvieto)
- Palacio Azzolino (Fermo)
- Palacio Piacentini (Collevecchio)
- Palacio Cervini (Montepulciano)
- Capilla Cesi, en la Santa Maria della Pace en Roma.
- Las tumbas de los papas León X y Clemente VII en la basílica de Santa Maria sopra Minerva en Roma.
- San Giovanni dei Fiorentini, en Roma, a partir de un diseño de Jacopo Sansovino de 1519.
- Fortificaciones de la Ciudad Leonina, en el Vaticano